# Светий Андрей (Моравче)
Светий Андрей (словен. Sveti Andrej) — поселення в общині Моравче, Осреднєсловенський регіон, Словенія. 
Висота над рівнем моря: 348,4 м.